# Бландов, Николай Иванович

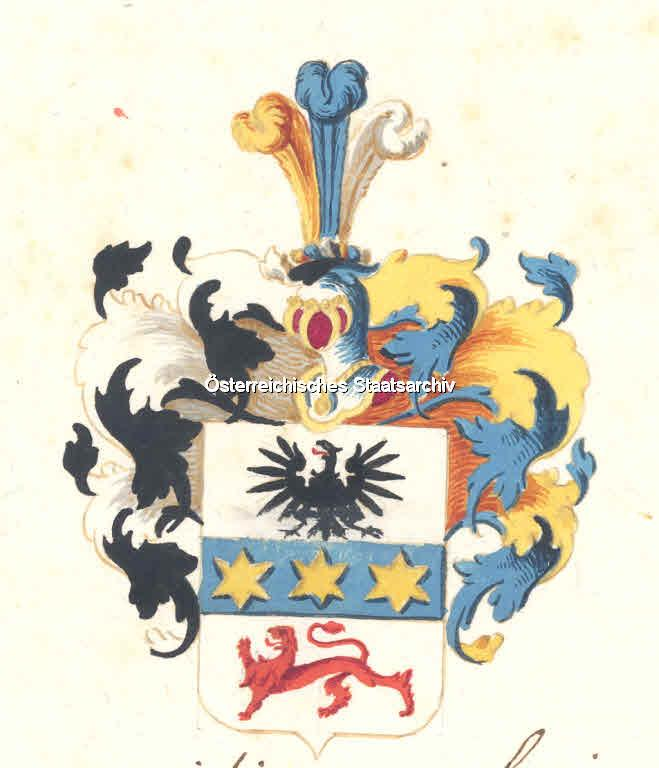
Герб рода Бландовых.

Николай Иванович Бландов (рус. дореф. Николай Ивановичъ Бландовъ; 1845, Российская империя — 4 [17] апреля 1917, Москва) — русский молокопромышленник, изначально кадровый офицер флота, капитан-лейтенант. Брат Владимира Бландова, дед поэта И. Д. Рождественского.

## Биография
Николай Иванович (фон) Бландов родился в 1845 году в семье флотского лейтенанта, затем надворного советника Ивана Михайловича фон Бландова и его жены Екатерины Матвеевны. Родители владели имением Вейно в Гдовском уезде Санкт–Петербургской губернии, они купили её после смерти предыдущего владельца Николая Васильевича Семевского (1786—1848).
По настоянию отца Николай и Владимир Бландовы были определены на казённый счёт в Морской кадетский корпус и стали морскими офицерами. В. И. Бландов, по окончании учёбы, служил на Балтике, в составе эскадры российского флота участвовал в плавании к берегам Америки. В 1863 году Николай был произведён в мичманы с зачислением в Балтийский флот, на следующий год зачислен в команду корвета «Аскольд» на должность помощника начальника 3-й вахты. На корвете перешёл на Дальний Восток России и в 1867 году вернулся в Кронштадт. Продолжая нести службу на «Аскольде», в 1867—1869 годах, уже в чине лейтенанта, находился в Средиземном море, крейсируя вдоль Архипелага.
В 1875 году, выйдя в отставку он присоединился к коммерческой деятельности своего младшего брата, основавшего в 1872 году предприятие по производству сыра «Торговый дом В. Бландова». По «Памятной книжке Санкт-Петербургской губернии» на 1874 год капитан-лейтенант Николай Иванович Бландов числился почётным мировым судьёй Гдовского уезда.
Братья Бландовы поселились в Москве на Тверской улице, открыв там лавку по продаже сыров и молочных продуктов. Владимир, став купцом второй гильдии, вышел из дворянского сословия в купеческое. Братья накопили денег, и в 1883 году создали первое торгово-промышленное товарищество «Братья В. и Н. Бландовы» (позже, после смерти в 1906 году В. И. Бландова — «Н. И. Бландов и Ко»). Правление Товарищества помещалось в Лубянском проезде у Ильинских ворот в собственном доме В. И. Бландова на первом этаже (второй этаж был жилой). До учреждения Товарищества на паях, там помещалась контора братьев Бландовых. Особняк, выстроенный в 1896 году, имел громадные подвалы для хранения масла и сыра. К 1890 году Бландовым принадлежали 25 сыроваренных заводов в шести губерниях. По России действовали 12 отделений фирмы.
С развитием молочной промышленности и маслоделия в Сибири контора торгового дома в 1897 году была открыта в Кургане, а затем в Барнауле. Значительная часть продукции сибирских производителей направлялась на экспорт. Организованный в 1897 году в Кургане 1-й Тобольский отдел Императорского Московского общества сельского хозяйства занимался обеспечением бесперебойной доставки скоропортящихся продуктов в порты Балтики.
В 1903 году Бландов построил первый в России молочный завод, который располагался на Новослободской улице.
В начале XX века Бландовы обосновались в Кисловодске, где приобрели усадьбы с постройками на Базарной площади и вскоре возвели на них новые дома с магазинами. Они создали несколько небольших сыроварен и крупное хранилище сыров. В документах 1911 года братья Владимир и Николай Бландовы значатся среди домовладельцев, проживавших на Соборной площади и желавших подсоединиться к канализационному коллектору кисловодской группы.
В 1910 году начался промышленный выпуск кефира заводом на ул. Старой Божедомке в Москве. К 1914 году, Николай Васильевич приобрел у Иоганна Динга Московскую макаронную фабрику, в этом же году управление делами в Торговом доме «Н. И. Бландов и Ко» фактически перешло к экономисту Николаю Фёдоровичу Блажину (1861—1921).
Николай Иванович Бландов умер 4 (17) апреля 1917 года в городе Москве Московской губернии. Похоронен на Ваганьковском кладбище.

## Общественная деятельность
Николай Иванович Бландов был казначеем правления Императорского общества для содействия русскому торговому мореходству. Бландов был также президентом Московского общества сельского хозяйства, председателем Московской яично-масляной биржи, почётным мировым судьёй и гласным Подольского уезда Московской губернии. Около 10 лет он был депутатом от дворянства Московского уезда. Кроме этого, он являлся активным членом многих просветительских и благотворительных учреждений Москвы, проявлял постоянную заботу о сибирской школе маслоделия, где Бландовы очень много сделали для подъёма новой волны предпринимательства в дореволюционной России.

## Статьи
- «К вывозу масла за границу» (1897)
- «Датское масло на английском рынке» (1898)
- «Упорядочивание вывоза масла в Северном заморском сообщении» (1900)
- «К вопросу об исследовании маслоделия» (1901)
- «По поводу предыдущего. К вопросу о нуждах сибирского маслоделия» (1902)
- «О фальсификации русского топлёного масла» (1903)

## Семья
Михаил-Готтлиб Бландов (Michael Gottlieb Blandow, 2 июня 1759, Вольгаст, Шведская Померания — 1842), сын Михеля Бланодова (Michel Blandow), который был богатым купцом и владельцом нескольких ферм. 7 августа 1769 года вместе со старшими братьями Иоахимом (Joachim, ок 1744 — ?), Самуилом-Фридрихом (Samuel Friedrich, 1753—1826), и Иоганном-Якобом (Johann Jacob 1757—1828) был возведён в дворянское достоинство Священной Римской империи и получил право именоваться с приставкой «фон». Около 1780 года братья переехали в Санкт-Петербург и в 1783 основали компанию «Братья Бландовы», которая в 1807 году обанкротилась.
Внебрачный сын Михаила-Готлиба фон Бландова Иван Михайлович Бландов (иногда фон Бландов). В 1822 командовал шхуной «Опыт» Балтийского флота, до 1827 года служил адъютантом при морском министре, а позднее смотрителем судоходства; в отставку вышел капитан-лейтенантом. Был женат на Екатерине Матвеевне, дочери вице-адмирала Матвея Михайловича Муравьёва. В семье было пятеро детей: Вера (1841 — ?), Александр (1842 — до 1898, коллежский секретарь, у него жена Мария Николаевна), Николай (1845—1917), Владимир (1847—1906) и Варвара (1848—?).
Николай Иванович был женат на Марии Евграфовне (урожд. Кардо-Сысоевой) с 1878 по 1891 годы родилось 8 детей: Николай, Варвара, Владимир, Екатерина (замужем за Дмитрием Рождественским), Татьяна, Юлия, Александр, Надежда.
Внук (сын Екатерины) — красноярский поэт Игнатий Дмитриевич Рождественский (1910—1969).